# 駐日ロシア連邦通商代表部

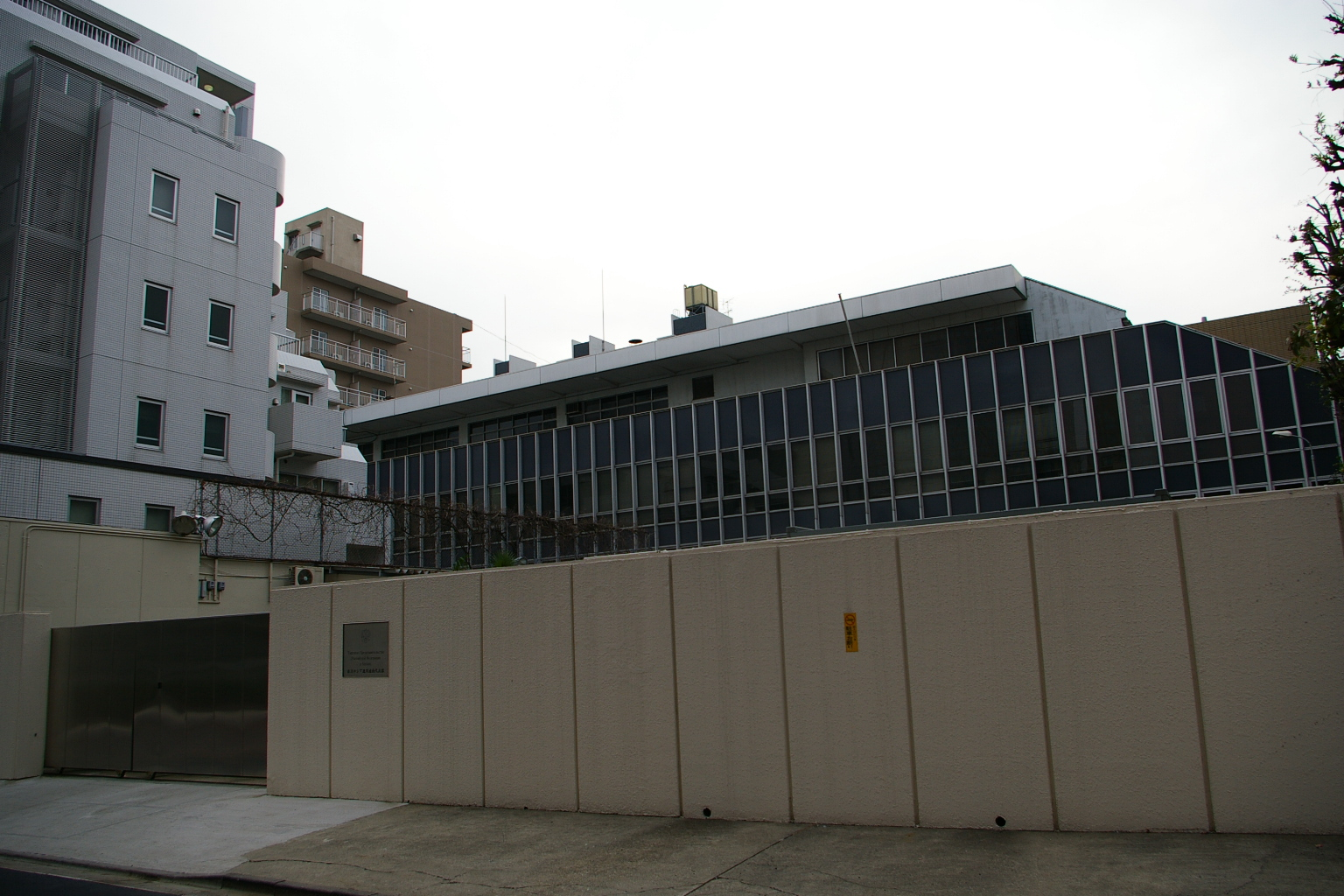
正面玄関

駐日ロシア連邦通商代表部（ちゅうにちロシアれんぽうつうしょうだいひょうぶ、ロシア語: Торговое представительство Российской Федерации в Японии、英語: Trade Representation of the Russian Federation in Japan）は、東京都港区高輪四丁目に存在する、ロシア連邦の在外公館である。
品川駅より柘榴坂を登り左側に存在する。駐日ロシア連邦商工会議所が含まれる。商務関係、すなわち日露間の貿易やロシアでの駐在事務所開設、合弁会社設立などについての問合せを受け付けている。

## 諜報活動
ソビエト連邦時代から日本国内のソビエト・ロシア関連のスパイ事件に通商代表部所属の職員がしばしば関与しており、通商代表部はスパイに表向きの身分を付与する機能も兼ね備えている。